# Пуэбло-Нуэво (Колумбия)
Пуэбло-Нуэво (исп. Pueblo Nuevo) — город и муниципалитет на севере Колумбии, на территории департамента Кордова.

## История
Поселение, из которого позднее вырос город, было основано 1 июля 1914 года. Муниципалитет Пуэбло-Нуэво был выделен в отдельную административную единицу в 1957 году.

## Географическое положение
Город расположен в восточной части департамента, в пределах Прикарибской низменности, на расстоянии приблизительно 45 километров к юго-востоку от города Монтерии, административного центра департамента. Абсолютная высота — 122 метра над уровнем моря.
Муниципалитет Пуэбло-Нуэво граничит на севере с территориями муниципалитетов Саагун и Сьенага-де-Оро, на северо-западе — с муниципалитетом Сан-Карлос, на юге — с муниципалитетами Планета-Рика и Буэнависта, на юго-востоке — с муниципалитетом Аяпель, на северо-востоке — с территорией департамента Сукре. Площадь муниципалитета составляет 715 км².

## Население
По данным Национального административного департамента статистики Колумбии, совокупная численность населения города и муниципалитета в 2015 году составляла 38 559 человек.
Динамика численности населения муниципалитета по годам:
| 2005   | 2006   | 2007   | 2008   | 2009   | 2010   | 2011   | 2012   | 2013   | 2014   | 2015   |
| ------ | ------ | ------ | ------ | ------ | ------ | ------ | ------ | ------ | ------ | ------ |
| 31 536 | 32 159 | 32 803 | 33 462 | 34 145 | 34 831 | 35 562 | 36 287 | 37 034 | 37 791 | 38 559 |

Согласно данным переписи 2005 года мужчины составляли 51,9 % от населения Пуэбло-Нуэво, женщины — соответственно 48,1 %. В расовом отношении белые и метисы составляли 41,2 % от населения города; индейцы — 38,2 %; негры, мулаты и райсальцы — 20,6 %.
Уровень грамотности среди всего населения составлял 80 %.

## Экономика
Основу экономики Пуэбло-Нуэво составляет сельское хозяйство.
57,6 % от общего числа городских и муниципальных предприятий составляют предприятия торговой сферы, 38,4 % — предприятия сферы обслуживания, 3,1 % — промышленные предприятия, 0,9 % — предприятия иных отраслей экономики.

## Транспорт
Через город проходит национальное шоссе № 25 (исп. Ruta Nacional 25).